# Miconia cataractae
Miconia cataractae är en tvåhjärtbladig växtart som beskrevs av José Jéronimo Triana. Miconia cataractae ingår i släktet Miconia och familjen Melastomataceae. Inga underarter finns listade i Catalogue of Life.